# Гамнет (фільм)
«Гамнет» (англ. Hamnet) — англо-американський драматичний кінофільм 2025 року, зрежисований і написаний Хлої Чжао. Екранізація однойменного роману Меґґі О'Фарелл. Головні ролі виконали Джессі Баклі та Пол Мескаль. 
Прем'єра «Гамнету» відбудеться 7 вересня 2025 року, в основній конкурсній програмі міжнародного кінофестивалю в Торонто. Вихід у прокат запланований 27 листопада того ж року.

## Сюжет
Дія фільму відбуватиметься під час спалаху «Чорної смерті» в Англії 1580-х років. Оповідь сфокусується на трагічній події в родині Вільяма Шекспіра — смерті єдиного 11-річного сина Гамнета. Під впливом горя Шекспір створює класичну п'єсу «Гамлет».
Центральною персонажкою фільму є дружина Шекспіра, Агнес, яку з'їдає смерть сина й зрадницьке відчуття через відсутність чоловіка в останні дні життя дитини…

## У ролях
- Джессі Баклі — Агнес Шекспір
  - Фейт Ділейні — юна Агнес
- Пол Мескаль — Вільям Шекспір
- Джо Алвін — Бартолом'ю
- Емілі Вотсон — Мері Шекспір
- Девід Вілмот — Джон Шекспір
- Джейкобі Джуп — Гамнет Шекспір
- Фрея Ханна-Міллс — Елайза
- Сем Вулф — Бернардо
- Джек Шеллу — Марчелл
- Олівія Лайнс — Джудіт

## Створення
Про початок роботи над екранізацією роману Меґґі О'Фарелл було оголошено в червні 2021 року. В квітні 2023 року до проєкту доєдналась Хлої Чжао, яка написала сценарій разом із Меґґі О'Фарелл.
Пол Мескаль, який зіграв Шекспіра, казав про своє затвердження на роль:
|  | Ця книга просто спустошуюча. Не можу дочекатись. Якби я сказав молодшій версії себе, що фільмування пройдуть вже цього року, я би не повірив. ... Вважаю, що Джессі [Баклі] одна з видатних акторок сучасності. З нетерпінням чекаю, щоб залізти в нетрі фільму разом із Хлої, потрапити в голови цих персонажів. |

Знімальний процес пройшов із липня по вересень 2024 року в Уельсі. За візуальне рішення фільму відповідав польський оператор Лукаш Жал.

## Сприйняття
У березні 2025 року майже завершена версія фільму була продемонстрована на тестовому показі для обмеженого кола глядачів. Лунали неоднозначні відгуки: драматургічний тон фільму незбалансований, а Джо Алвін і Джейкобі Джуп у ролі Гамнета — «жертви невдалого кастингу». Фільм містить велику кількість надкрупних планів Джессі Баклі та сцен, відзнятих з позиції стелі. Проте позитивно була відзначена глибина фільму, його багатошаровість.